# 玉皇塔 (北京)
玉皇塔，位于北京市房山区大石窝镇高庄村北，云居寺东南，是北京市文物保护单位。

## 简介
玉皇塔始建于辽朝。坐北朝南。为八角形七级密檐式砖结构塔。高约15米。塔座是八角须弥座式，上面装饰着砖雕人物故事、动物图象等等；塔的中心设有八角柱，塔身正面设有券门可进入塔内。门内曾供汉白玉玉皇大帝雕像。塔身东、西、北面设有砖雕假门，其他四个斜面设有砖雕假窗。再向上是密檐七层塔檐，各角角梁都悬挂着铜铃。塔顶是八角攒尖式，八条脊从封顶的铁球向八个方向延伸，尽头设有垂兽套兽。
1995年，玉皇塔被公布为第五批北京市文物保护单位。2004年4月到7月，房山区进行了周吉祥塔、玉皇塔、照塔和应公长老寿塔四座古塔与万佛堂修缮工程。